# Ultraaricia dombaiensis
Ultraaricia dombaiensis är en fjärilsart som beskrevs av Alberti 1969. Ultraaricia dombaiensis ingår i släktet Ultraaricia och familjen juvelvingar. Inga underarter finns listade i Catalogue of Life.